# Rock Hudson
Rock Hudson, właśc. Roy Harold Scherer Jr. (ur. 17 listopada 1925 w Winnetka, w stanie Illinois, zm. 2 października 1985 w Beverly Hills) – amerykański aktor.
Wystąpił w filmach: Uzdrawiająca obsesja (1954), Telefon towarzyski (1959) i Nie przysyłaj mi kwiatów (1964). Nominowany do Oscara dla najlepszego aktora pierwszoplanowego za rolę Jordana „Bicka” Benedicta Jr., zamożnego posiadacza ziemskiego z Teksasu w dramacie wojennym George’a Stevensa Olbrzym (1956). Pięciokrotny laureat nagrody Bambi i czterokrotny zdobywca Złotego Globu.
8 lutego 1960 otrzymał własną gwiazdę w Alei Gwiazd w Los Angeles znajdującą się przy 6116 Hollywood Boulevard.

## Życiorys

### Rodzina i edukacja
Był synem mechanika samochodowego Raymonda Harolda „Roya” Scherera Sr. (1898-1982) i operatorki telefonicznej Katherine Wood. Dorastał podczas wielkiego kryzysu gospodarczego. Po rozwodzie rodziców w 1929 był wychowywany przez matkę i ojczyma Wallace’a „Wally’ego” Fitzgeralda, który był sierżantem armii i stosował przemoc wobec żony i pasierba. Po demobilizacji odnowił relacje z ojcem i zamieszkał w jego domu w Los Angeles, jednak trudno było mu się z nim dogadać, dlatego po jakimś czasie wyprowadził się i zamieszkał w pensjonacie.
W 1944 ukończył szkołę średnią New Trier High School, gdzie udzielał się wokalnie w szkolnym klubie, dostarczał gazety i pracował jako bileter oraz caddy. Był zdolnym i dobrym uczniem oraz nieco nieśmiałym nastolatkiem z dużym poczuciem humoru. Gdy miał 19 lat, odbył służbę wojskową na Filipinach jako mechanik samolotowy Marynarki Wojennej Stanów Zjednoczonych podczas II wojny światowej. W 1946 przeniósł się do Los Angeles, gdzie wziął udział w realizacji programu dramatycznego Uniwersytetu Południowej Kalifornii, lecz został odrzucany z powodu słabych stopni. Pracował przez kilka lat jako kierowca samochodu ciężarowego, dorabiał także jako listonosz.

### Kariera

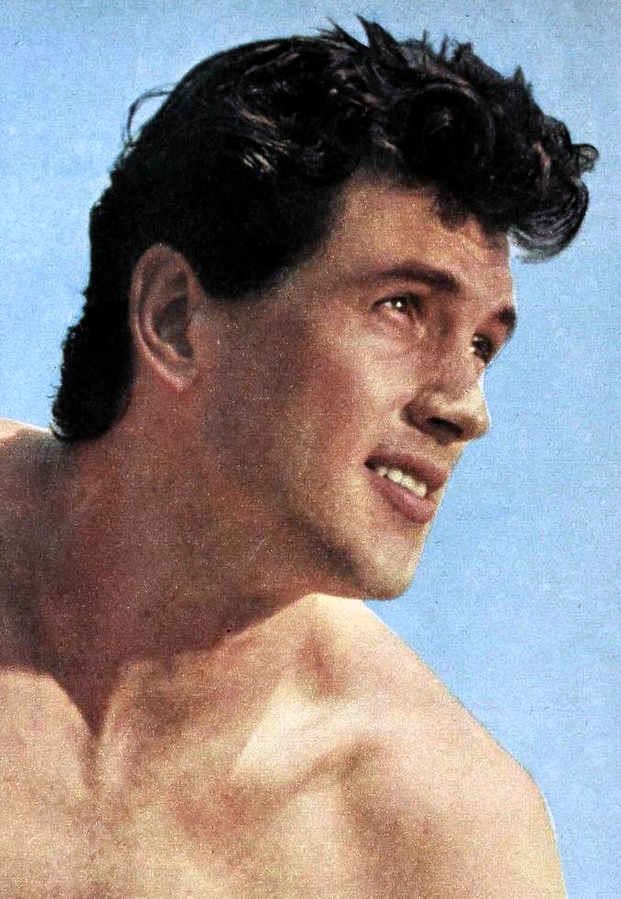
Hudson (1953)

Za namową znajomych przybrał pseudonim artystyczny Rock Hudson. Istnieją różne wersje pochodzenia pseudonimu – aktor ponoć przyjął imię od nazwy Skały Gibraltarskiej (Rock of Gibraltar), a nazwisko od rzeki Hudson; inna wersja głosi, że wybrał imię Rock, bo brzmiało jak imię dla „twardziela”, a nazwisko znalazł w książce telefonicznej. W 1948 zamieszkał na Hollywood Hills oraz wziął udział w sesji fotograficznej, po czym rozsyłał swoje zdjęcia po wytwórniach filmowych. Na jednym z przyjęć został dostrzeżony przez Henry’ego Willsona, łowcę talentów w Hollywood, który zaproponował mu współpracę u Davida Selznicka. Willson zafundował debiutantowi lekcje gry, tańca i stepowania, a także zajęcia z dykcji i lekcje przezwyciężania nieśmiałości.
Na ekranie kinowym zadebiutował niewielką rolą drugiego podporucznika pilota w wojennym filmie sensacyjnym Warner Bros. Eskadra myśliwska (Fighter Squadron, 1948). Na ekranie miał do wygłoszenia tylko jedną kwestię, jednak do jej nakręcenia potrzebował aż 36 dubli. Mimo to reżyser Raoul Walsh, dostrzegwszy fotogeniczność Hudsona, podpisał roczny kontrakt z aktorem i zafundował mu zabieg wybielenia zębów. Później umowę zawartą z Hudsonem wykupiła od Walsha wytwórnia Universal Pictures, która reklamowała aktora w prasie jako „umięśniony symbol Ameryki”, symbol seksu i obiekt westchnień żeńskiej części publiczności.

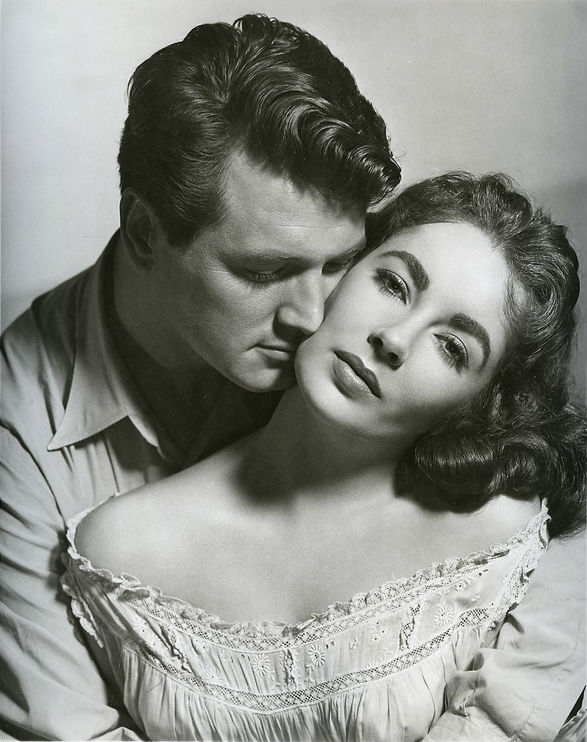
Elizabeth Taylor i Hudson w filmie Olbrzym (1956)

Po ukończeniu nauki w szkole dramatycznej w Nowym Jorku zwrócił na siebie uwagę krytyki i widzów jako lekkomyślny i bajecznie bogaty Dr Bob Merrick, obsesyjnie starający się o względy wdowy po lekarzu w dramacie Wspaniała obsesja (Magnificent Obsession, 1954). Za rolę hodowcy bydła i właściciela rancha w Teksasie Jordana „Bicka” Benedicta Juniora, poślubionego córce hodowcy konia (Elizabeth Taylor) w melodramacie-westernie Olbrzym (Giant, 1956) był nominowany do Oscara.
Po występie w dramacie Richarda Brooksa Coś wartościowego (Something of Value, 1957) i roli porucznika Fredericka Henry’ego w ekranizacji powieści Ernesta Hemingwaya Pożegnanie z bronią (A Farewell to Arms, 1957) zagrał w komediach romantycznych z Doris Day: Telefon towarzyski (Pillow Talk, 1959), Kochanku wróć (Lover Come Back, 1961) i Nie przysyłaj mi kwiatów (Send Me No Flowers, 1964), a także Kiedy nadejdzie wrzesień (Come September, 1961) z Giną Lollobrigidą, Ulubiony sport mężczyzn (Man’s Favorite Sport?, 1964) i Dziwni towarzysze łoża (Strange Bedfellows, 1965) oraz dreszczowcu sci-fi Twarze na sprzedaż (Seconds, 1966).

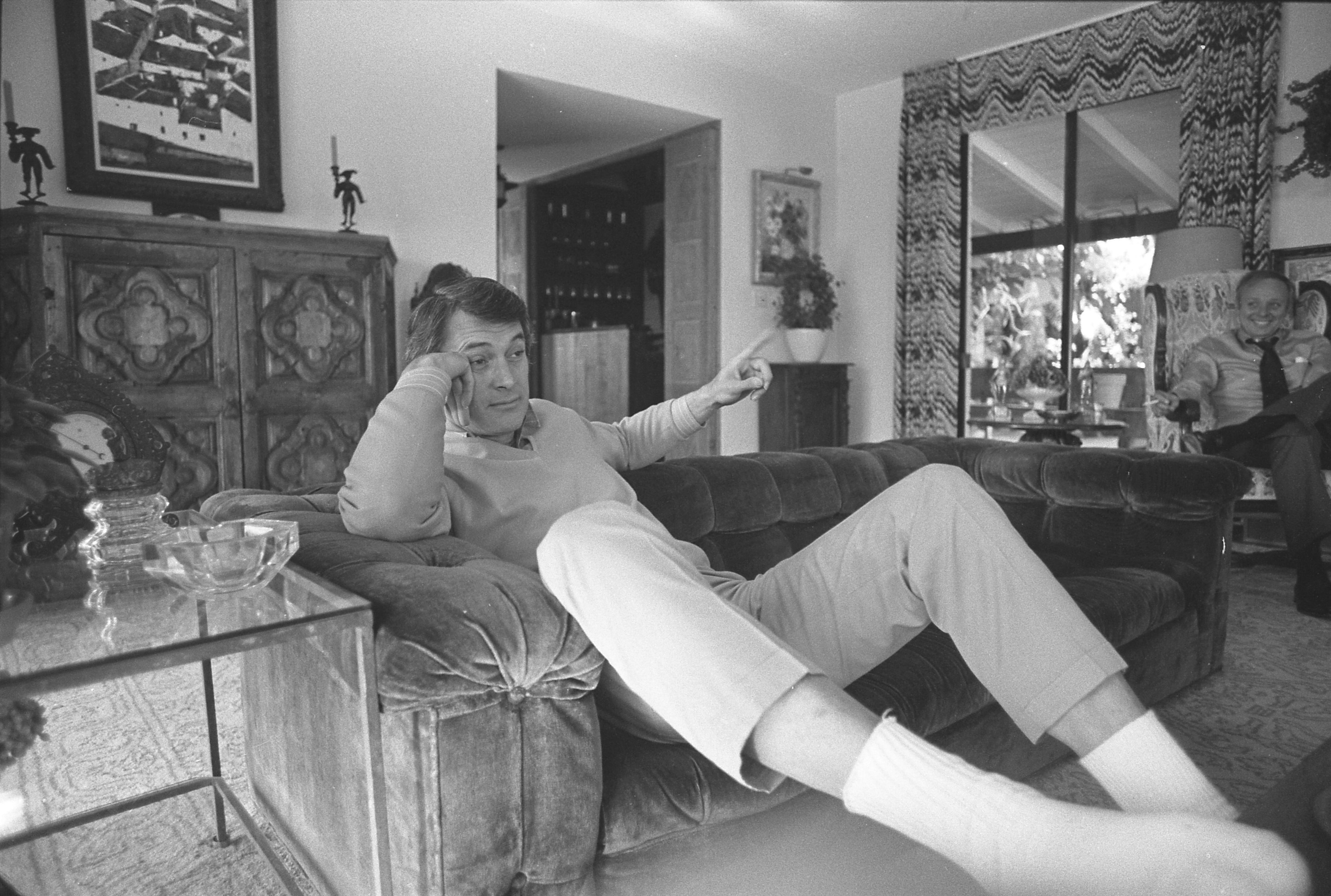
Hudson w swoim mieszkaniu w Los Angeles (1974)

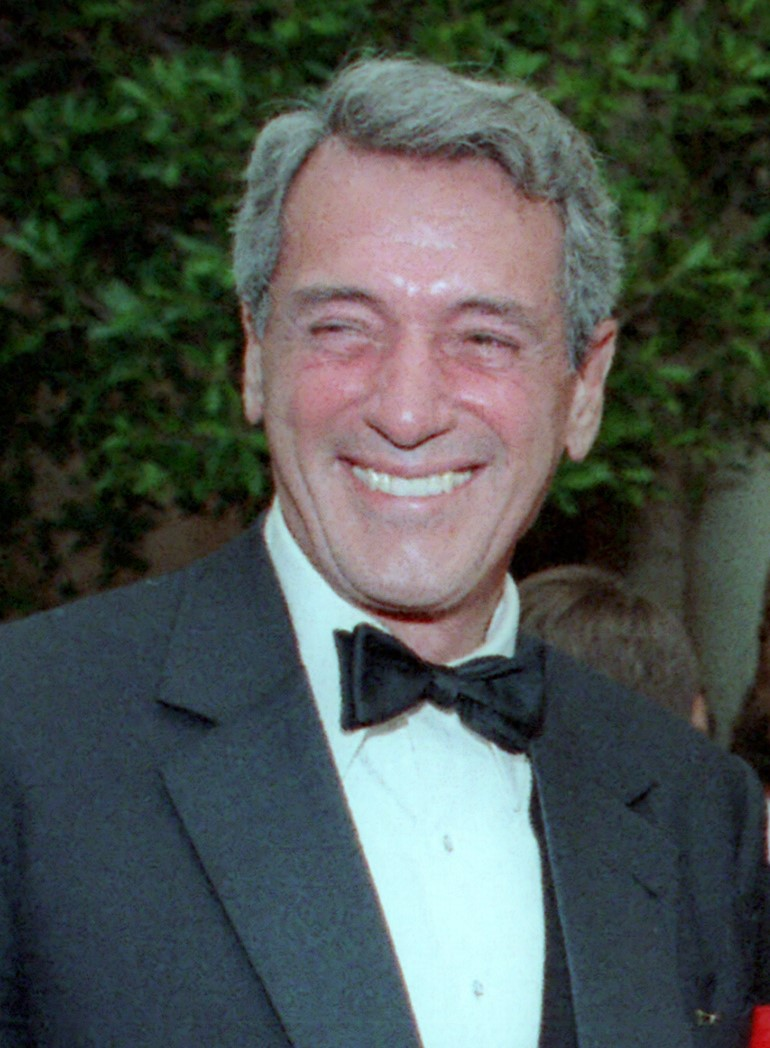
Hudson (1984)

Na początku lat 70. przestawał dostawać propozycje filmowe. Ze względu na coraz rzadsze oferty pracy przyjął rolę komisarza policji Stewarta „Maca” McMillana w serialu kryminalnym NBC McMillan i jego żona Sally (McMillan & Wife, 1971–1977), który zapewnił mu popularność wśród telewidzów, jednak wpędził w poczucie porażki zawodowej, przez co wpadł w uzależnienie od alkoholu.
W latach 80. zagrał w serialu telewizyjnym Kroniki marsjańskie (Martian Chronicles, 1980), a także po raz kolejny spotkał się na planie z Elizabeth Taylor, występując z nią w adaptacji powieści Agathy Christie Pęknięte lustro (The Mirror Crack’d, 1980). Zagrał w dwóch produkcjach NBC z udziałem debiutującego Jacka Scalii: dramacie telewizyjnym Gwiezdny twórca (The Star Maker, 1981) i serialu Połączenie Devlin (The Devlin Connection, 1982). Razem z Robertem Mitchumem wystąpił w dramacie wojennym Ambasador (The Ambassador, 1988), a także zagrał w filmie Gra o wszystko w Las Vegas (The Vegas Strip War, 1984). Jego ostatnią rolą była postać Daniela Reece, zakochanego w Krystle Carrington (Linda Evans) i biologicznego ojca Sammy Jo Carrington (Heather Locklear) w operze mydlanej ABC Dynastia (Dynasty, 1984–1985).

## Życie prywatne
Ukrywał przed opinią publiczną swoją orientację homoseksualną. W drugiej połowie lat 40. związał się ze starszym o półtorej dekady producentem muzycznym Kenem Hodge’em. Po rozpoczęciu kariery aktorskiej nawiązał romans z żołnierzem Jackiem Navaarem. By odeprzeć plotki o homoseksualizmie Hudsona, wytwórnia zaaranżowała romans aktora z jego sekretarką, Phyllis Gates. Para pobrała się 9 listopada 1955, jednak już 13 sierpnia 1958 wzięła rozwód. Hudson następnie spotykał się z Marilyn Maxwell (1961), początkującym aktorem Lee Garlingtonem (ich romans trwał przez dziewięć lat), Jackiem Coatesem (1967), publicystą Tomem Clarkiem (1981), aktorem Peterem de Palmą i młodszym o 28 lat technikiem dźwięku Markiem Christianem MacGinnisem (1983–1985). Plotkowano także o jego ślubie z prezenterem telewizyjnym Jimem Narobsem, z którym miał się rozwieść w 1982.
Sfrustrowany faktem, że musi ukrywać swoją orientację, uzależnił się od alkoholu i seksu, który często uprawiał z przypadkowymi mężczyznami. We wczesnych latach 80. zaczął mieć kłopoty ze zdrowiem, m.in. drastycznie schudł. W 1984 zdiagnozowano u niego mięsaka Kaposiego, a następnie AIDS. 23 lipca 1985 informacja o chorobie Hudsona została opublikowana na łamach magazynu „Variety”, a wieści o AIDS i homoseksualnej orientacji aktora zszokowały rzeszę jego fanów. Aktor był pierwszą osobą publiczną, która przyznała otwarcie, że cierpi na tę chorobę, a swoimi desperackimi poszukiwaniami lekarstwa przykuł uwagę międzynarodowej opinii publicznej o AIDS. Podjął leczenie antywirusowym lekiem HPA-23.
Zmarł 2 października 1985 o godz. 9:07 w wyniku komplikacji spowodowanych AIDS. Był jednym z pierwszych znanych aktorów zmarłych na skutek zakażenia wirusem HIV. Po śmierci jego ciało poddano kremacji, a prochy wrzucono do morza.

## Filmografia
- 1984
  - Gra o wszystko w Las Vegas (The Vegas Strip War) jako Neil Chaine
  - Ambasador (The Ambassador) jako Frank Stevenson
- 1982
  - III Wojna Światowa (World War III) jako prezydent Thomas McKenna
- 1981
  - The Star Maker jako Danny Youngblood
- 1980
  - Pęknięte lustro (The Mirror Crack’d) jako Jason Rudd
- 1978
  - Lawina (Avalanche) jako David Shelby
- 1976
  - Embrion Embryo jako dr Paul Holliston
- 1973
  - Rozgrywka (Showdown) jako Chuck Jarvis
- 1971
  - Ładne dziewczyny ustawiają się w szeregu (Pretty Maids All in a Row) jako Michael 'Tiger' McDrew
  - Once Upon a Dead Man jako komisarz Stewart McMillan
  - The Doris Mary Ann Kappelhoff Special jako Roy Fitzgerald
- 1970
  - Urocza Lili (Darling Lili) jako major Larrabee
  - Gniazdo szerszeni (Hornets' Nest) jako kpt. Turner
- 1969
  - Niezwyciężeni (The Undefeated) jako pułkownik James Langdon
  - Ruba al prossimo tuo jako kapitan Mike Harmon
- 1968
  - Stacja arktyczna Zebra (Ice Station Zebra) jako James Ferraday, kapitan USS
- 1967
  - Tobruk jako major Donald Craig
- 1966
  - Twarze na sprzedaż (Seconds) jako Antiochus 'Tony' Wilson
- 1965
  - Szczególna przysługa (A Very Special Favor) jako Paul Chadwick
  - Dziwni towarzysze łoża (Strange Bedfellows) jako Carter Harrison
  - Blindfold jako dr Bartholomew Snow
- 1964
  - Ulubiony sport mężczyzn (Man’s Favorite Sport?) jako Roger Willoughby
  - Nie przysyłaj mi kwiatów (Send Me No Flowers) jako George Kimball
- 1963
  - Zgromadzenie orłów (A Gathering of Eagles) jako kapral Jim Caldwell
- 1962
  - The Spiral Road jako dr Anton Drager
- 1961
  - Ostatni zachód słońca (The Last Sunset) jako Dana Stribling
  - Kochanku wróć (Lover Come Back) jako Jerry Webster
  - Kiedy nadejdzie wrzesień (Come September) jako Robert Talbot
- 1959
  - Telefon towarzyski (Pillow Talk) jako Brad Allen
  - Ta ziemia jest moja (This Earth Is Mine) jako John Rambeau
- 1958
  - The Tarnished Angels jako Burke Devlin
  - Twilight for the Gods jako kapitan David Bell
- 1957
  - Pożegnanie z bronią (A Farewell to Arms) jako porucznik Frederick Henry
  - Coś wartościowego Something of Value jako Peter McKenzie
- 1956
  - Olbrzym (Giant) jako Jordan „Bick” Benedict
  - Nigdy nie mów do widzenia Never Say Goodbye jako dr Michael Parker
  - Battle Hymn jako kapral Dean Hess
  - Pisane na wietrze (Written on the Wind) jako Mitch Wayne
- 1955
  - Wszystko, na co niebo zezwala (All That Heaven Allows) jako Ron Kirby ciężarówki
  - Jedyne pragnienie (One Desire) jako Clint Saunders detektyw
  - Kapitan Zapalczywy (Captain Lightfoot) jako Michael Martin
- 1954
  - Bengal Brigade jako kapitan Jeffrey Claybourne
  - Taza, syn Koczisa (Taza, Son of Cochise) jako Taza
  - Wspaniała obsesja (Magnificent Obsession) jako dr Bob Merrick
- 1953
  - Gun Fury jako Ben Warren
  - Back to God’s Country jako Peter Keith
  - The Lawless Breed jako John Wesley Hardin
  - Seminole jako porucznik Lance Caldwell
  - The Golden Blade jako Harun
  - Diabły morskie (Sea Devils) jako Gilliatt
- 1952
  - Zakole rzeki (Bend of the River) jako Trey Wilson
  - Has Anybody Seen My Gal? jako Dan
  - Here Come the Nelsons jako Charles Jones
  - Horizons West jako Neil Hammond
  - Szkarłatny anioł (Scarlet Angel) jako Frank Truscott
- 1951
  - Tomahawk jako kapral Burt Hanna
  - Żelazny człowiek (Iron Man) jako Tommy 'Speed' O’Keefe
  - The Fat Man jako Roy Clark
  - Bright Victory jako Dudek
  - Air Cadet jako starszy klasowy
- 1950
  - Shakedown jako Ted
  - Winchester ’73 jako Młody Byk
  - One Way Street jako kierowca ciężarówki
  - Pustynny jastrząb (The Desert Hawk) jako kapitan Ras
  - Peggy jako Johnny Higgins
  - I Was a Shoplifter jako sklepowy detektyw
- 1949
  - Undertow jako młody detektyw
- 1948
  - Fighter Squadron jako pilot

## Nagrody
| Rok  | Nagroda                    | Kategoria                      | Film                     |
| ---- | -------------------------- | ------------------------------ | ------------------------ |
| 1956 | Nagrody magazynu Photoplay | Najpopularniejszy aktor        | Samodzielnie             |
| 1957 | Nagrody magazynu Photoplay | Najpopularniejszy aktor        | Samodzielnie             |
| 1958 | Nagroda Laurela            | Najlepszy aktor                | Samodzielnie             |
| 1959 | Nagroda Bambi              | Najlepszy międzynarodowy aktor | Ta ziemia jest moja      |
| 1959 | Złoty Glob                 | Nagroda Henrietty              | Samodzielnie             |
| 1959 | Nagroda Laurela            | Najlepszy aktor                | Samodzielnie             |
| 1959 | Nagrody magazynu Photoplay | Najpopularniejszy aktor        | Samodzielnie             |
| 1960 | Nagroda Bambi              | Najlepszy międzynarodowy aktor | Telefon towarzyski       |
| 1960 | Złoty Glob                 | Nagroda Henrietty              | Samodzielnie             |
| 1960 | Nagroda Laurela            | Najlepszy aktor                | Samodzielnie             |
| 1961 | Nagroda Bambi              | Najlepszy międzynarodowy aktor | Kiedy nadejdzie wrzesień |
| 1961 | Złoty Glob                 | Nagroda Henrietty              | Samodzielnie             |
| 1962 | Nagroda Bambi              | Najlepszy międzynarodowy aktor | The Spiral Road          |
| 1963 | Złoty Glob                 | Nagroda Henrietty              | Samodzielnie             |
| 1963 | Nagroda Laurela            | Najlepszy aktor                | Samodzielnie             |
| 1964 | Nagroda Bambi              | Najlepszy międzynarodowy aktor | Ulubiony sport mężczyzn  |
| 1967 | Nagroda Bambi              | Najlepszy międzynarodowy aktor | Twarze na sprzedaż       |
| 1977 | TP de Oro                  | Najlepszy zagraniczny aktor    | McMillan i jego żona     |